# NGC 2493
NGC 2493 (другие обозначения — UGC 4150, MCG 7-17-7, ZWG 207.14, PGC 22447) — линзообразная галактика с перемычкой (SB0) в созвездии Рыси. Открыта Уильямом Гершелем в 1788 году.
Дисперсия скоростей в центре галактики составляет 262 км/с. Балдж этой галактики описывается двумя компонентами: классической и «арахисоподобной» (B/P).
Этот объект входит в число перечисленных в оригинальной редакции «Нового общего каталога».
Галактика NGC 2493 входит в состав группы галактик NGC 2415. Помимо NGC 2493 в группу также входят NGC 2415, NGC 2444, NGC 2445, NGC 2476, NGC 2524, NGC 2528, UGC 3937 и UGC 3944.
На фотографиях объект виден как линзовидная галактика с ярким округлым ядром и баром, погружённым в очень тусклую, округлую внешнюю оболочку. При визуальном наблюдении в любительский телескоп галактика умеренно яркая, хотя видимо только ядро в виде округлого, сконцентрированного светового пятна, равномерного по яркости и хорошо определённого. Радиальная скорость: 3904 км/с. Расстояние: 174 млн световых лет. Диаметр: 101 тыс. световых лет.